# Lord-Howe-Graufächerschwanz
Der Lord-Howe-Graufächerschwanz (Rhipidura fuliginosa cervina), auch als Lord-Howe-Graufächerschnäpper bezeichnet, ist eine ausgestorbene Unterart des Neuseelandfächerschwanzes. Er war endemisch auf der Lord-Howe-Insel.

## Beschreibung
Der Lord-Howe-Graufächerschwanz erreichte eine Länge von 12,7 Zentimetern. Kopf und Hals waren grauschwarz. Über dem Ohr war ein weißer Fleck zu erkennen. Der Rücken und die Flügeldecken waren schwarz mit einem rotbraunen Anflug. Die Flügel waren dunkelbraun und wiesen zwei weiße Binden auf. Augenstreif, Kehle und Unterseite waren hell zimtbraun. Die Iris war dunkelbraun, der Schnabel war schwarz. Ein Oberbrustband wie bei der Nominatform war nicht vorhanden. Der lange, runde Schwanz war dunkelgrau braun und konnte wie ein Fächer gespreizt werden. Die äußeren Schwanzfedern hatten schmale weiße Säume.

## Lebensweise
Der Lord-Howe-Graufächerschwanz bewohnte offene Wälder. Seine Nahrung bestand aus Insekten, die im Flug erbeutet wurden. Ein Nest wurde 1907 vom australischen Naturforscher Arthur Francis Basset Hull in einem stacheligen Busch entdeckt. Hull beschrieb das Nest als weinglasförmig mit einem angedeuteten schwanzförmigen Fortsatz. Das Gelege bestand aus zwei glänzend cremeweißen Eiern mir hellbrauner Flecken- und Strichelzeichnung. Der Lord-Howe-Graufächerschwanz war ein sehr zutraulicher Vogel, der sogar in die Küchen von Behausungen flog, um die Fliegen von den Wänden zu fangen.

## Aussterben
Im Juni 1918 strandete die SS Makambo auf einer Sandbank vor der Lord-Howe-Insel. Die entkommenen Schiffsratten überrannten die Insel und richteten unter der endemischen Vogelwelt einen verheerenden Schaden an. Die Ratten kletterten auf die Bäume und fraßen die Eier und Küken. 1924 galt der Lord-Howe-Graufächerschwanz als ausgestorben.